# Pierre Tchibota
Pierre Tchibota N’Zaou (ur. 5 grudnia 1968 w Pointe-Noire) – kongijski piłkarz grający na pozycji napastnika. W swojej karierze rozegrał 12 meczów i strzelił 3 gole w reprezentacji Konga.

## Kariera klubowa
Przez całą swoją karierę piłkarską Tchibota występował w klubie AS Cheminots z rodzinnego Pointe-Noire. Zadebiutował w nim w 1985 roku i grał w nim do 1999 roku. W sezonie 1995 wywalczył z nim tytuł mistrza Konga.

## Kariera reprezentacyjna
W reprezentacji Konga Tchibota zadebiutował 28 kwietnia 1991 w przegranym 1:2 meczu kwalifikacji do Pucharu Narodów Afryki 1992 z Malawi, rozegranym w Brazzaville. W 1992 roku powołano go do kadry na Puchar Narodów Afryki 1992. Na tym turnieju zagrał w trzech spotkaniach: grupowych z Wybrzeżem Kości Słoniowej (0:0) i z Algierią (1:1 i strzelił w nim gola) oraz ćwierćfinałowym z Ghaną (1:2, strzelił w nim gola). Od 1991 do 1997 roku wystąpił w kadrze narodowej 12 razy i strzelił 3 gole.